# Тратту, Леонтиос
Леонтиос Тратту (род. 11 февраля 1973, Литродонтас, Никосия) — кипрский футбольный судья. Арбитр ФИФА с 2006 года.

## Биография
В основном работает на матчах Чемпионата Кипра по футболу, где начиная с 2008 года провёл более 180 матчей в качестве главного судьи. Также приглашался на игры чемпионата Израиля и Ливана.
В матчах еврокубков дебютировал 25 июня 2006 года в матче первого раунда Кубка Интертото между белорусским МТЗ-РИПО и казахстанским «Шахтёр» (Караганда) (1:3), в котором показал 8 жёлтых карточек и назначил пенальти. Также работал в отборочных стадиях Лиги Европы и Лиги чемпионов УЕФА, на групповом этапе Лиги Европы провёл 10 матчей.
Свой первый матч на международном уровне отсудил 28 февраля 2006 года между Финляндией и Казахстаном, в рамках Кубка Кипрской футбольной ассоциации. Был участником трёх разных отборочных турниров чемпионатов Европы и двух чемпионатов мира. В 2018 году провёл провёл один матч в Лиге наций УЕФА (Грузия — Андорра 3:0).